# Вишнёвка (Ивано-Франковская область)
Вишнёвка (укр. Вишнівка) — село в Заболотовской поселковой общине Коломыйского района Ивано-Франковской области Украины.
Население по переписи 2001 года составляло 102 человека. Занимает площадь 1,5 км². Почтовый индекс — 78320. Телефонный код — 03476.